# High Springs
High Springs is een plaats (city) in de Amerikaanse staat Florida, en valt bestuurlijk gezien onder Alachua County.

## Demografie
Bij de volkstelling in 2000 werd het aantal inwoners vastgesteld op 3863.
In 2006 is het aantal inwoners door het United States Census Bureau geschat op 4213, een stijging van 350 (9.1%).

## Geografie
Volgens het United States Census Bureau beslaat de plaats een oppervlakte van
47,9 km², waarvan 47,8 km² land en 0,1 km² water. High Springs ligt op ongeveer 40 m boven zeeniveau.

## Plaatsen in de nabije omgeving
De onderstaande figuur toont nabijgelegen plaatsen in een straal van 32 km rond High Springs.